# Federația de Fotbal a Ugandei
Federația de Fotbal a Ugandei este forul ce guvernează fotbalul în Uganda. 